# Олівайш (станція метро)
38°45′36″ пн. ш. 9°6′43″ зх. д. / 38.76000° пн. ш. 9.11194° зх. д.
Олів́айш (порт. Olivais) — станція Лісабонського метрополітену. Знаходиться у східній частині міста Лісабона, в Португалії. Розташована на Червоній лінії (або Сходу), між станціями «Шелаш» і «Кабу-Руйву». Станція берегового типу, глибокого закладення. Введена в експлуатацію 19 травня 1998 року в рамках пролонгації метрополітену у східному напрямку міста, де в тому ж році відбувалась міжнародна експозиція присвячена океанам EXPO'98. Розташована в першій зоні, вартість проїзду в межах якої становить 0,75 євро.
Неподалік від станції знаходиться комерційний центр «Olivais Shopping».

## Опис
Окремі архітектурні і декораційні елементи станції нагадують інші 5 нових станцій Червоної лінії («Олаяш», «Бела-Вішта», «Шелаш», «Кабу-Руйву» і «Оріенте»), оскільки усі вони були побудовані і введені в дію в один і той же час. Архітектор — Rui Cardim, художні роботи виконали Nuno de Siqueira, Cecília de Sousa. Станція має лише один вестибюль підземного типу, що має чотири основних виходи на поверхню, а також ліфт для людей з фізичним обмеженням. На станції заставлено тактильне покриття. 

## Режим роботи[6]
Відправлення першого поїзду відбувається з кінцевих станцій лінії:
- ст. «Аламеда» — 06:30
- ст. «Оріенте» — 06:30

Відправлення останнього поїзду відбувається з кінцевих станцій лінії:
- ст. «Аламеда» — 01:00
- ст. «Оріенте» — 01:00

## Галерея зображень

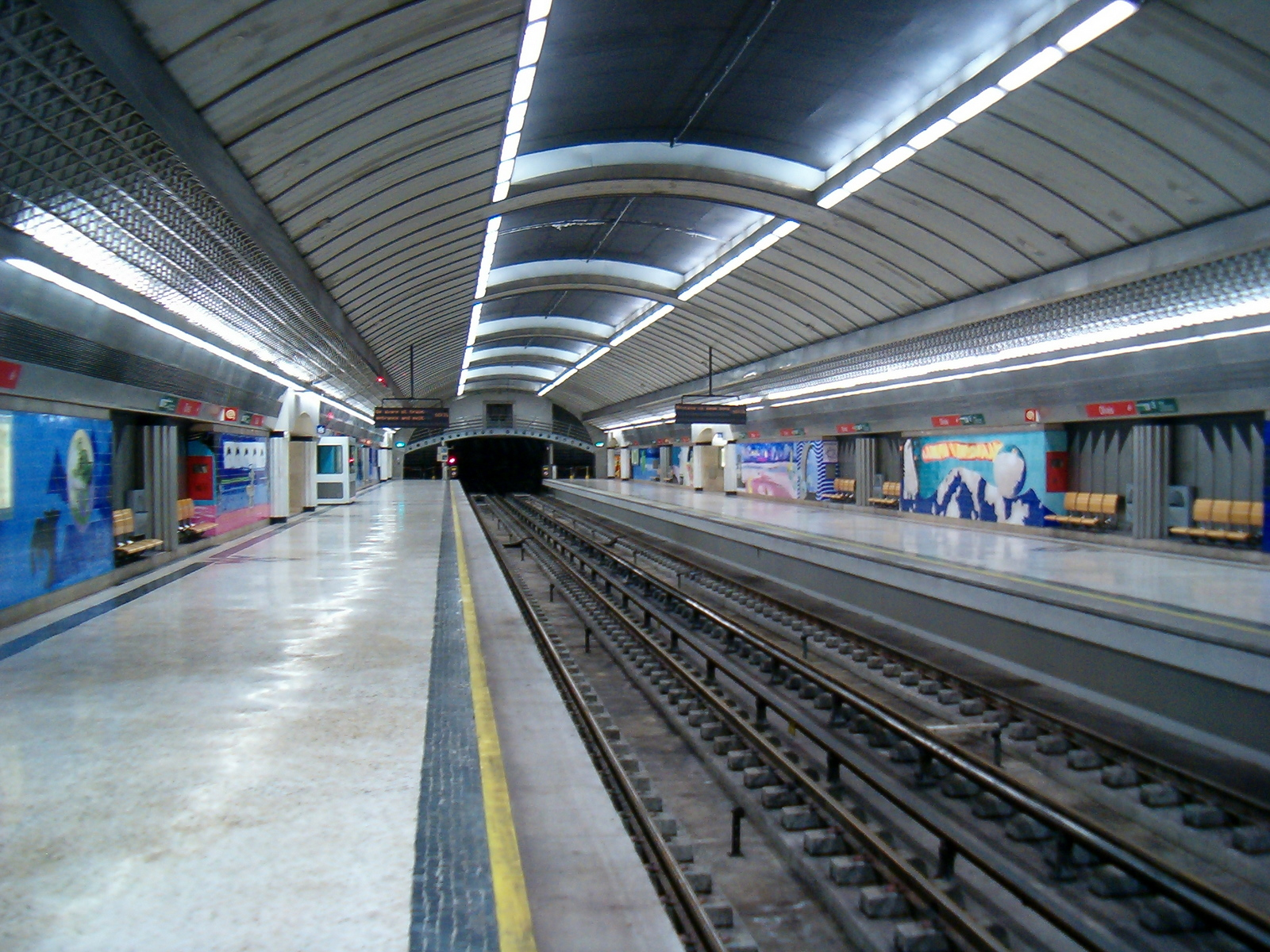
Головна зала і посадкові платформи станції
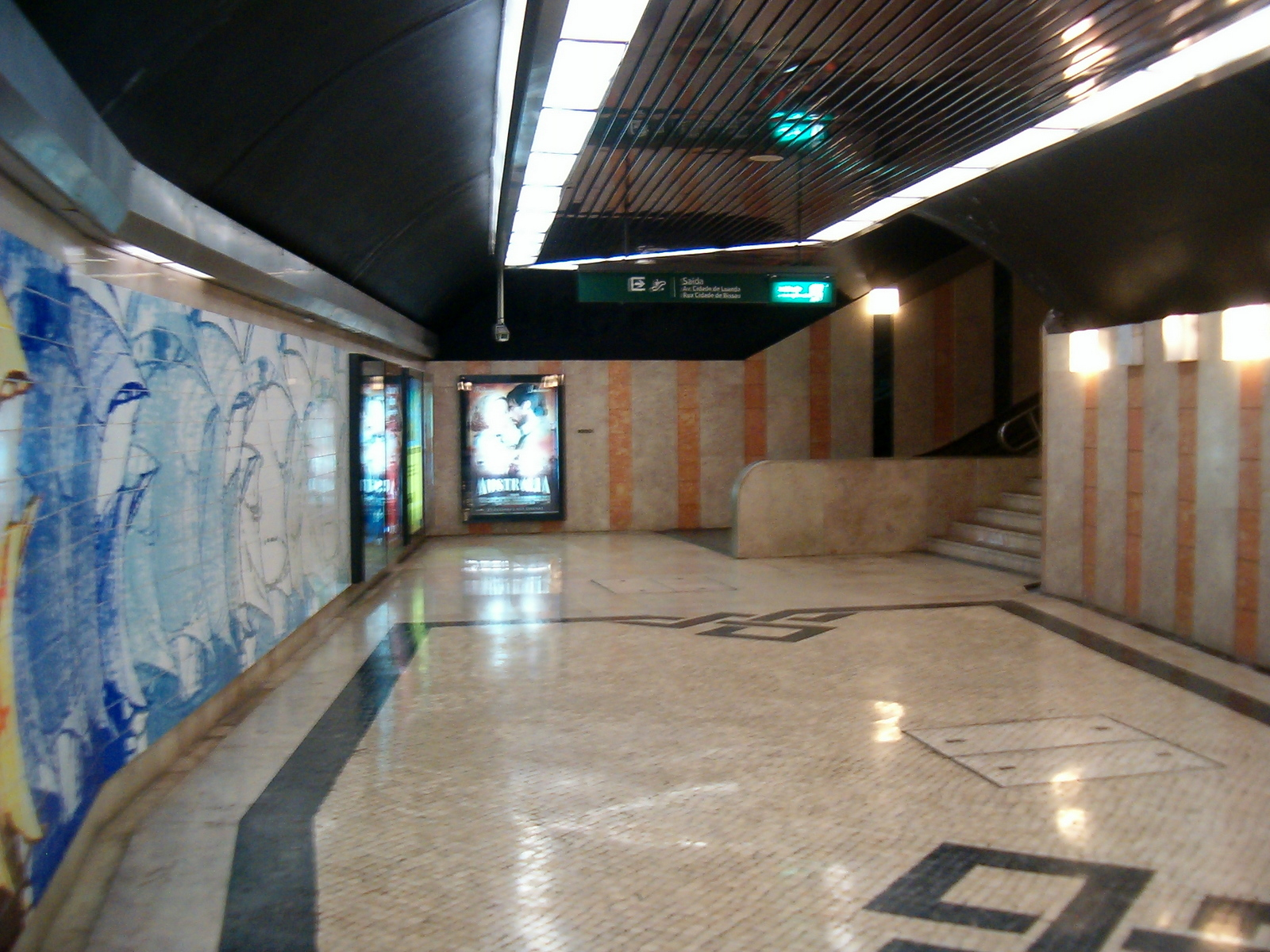
Вихід до посадкової платформи
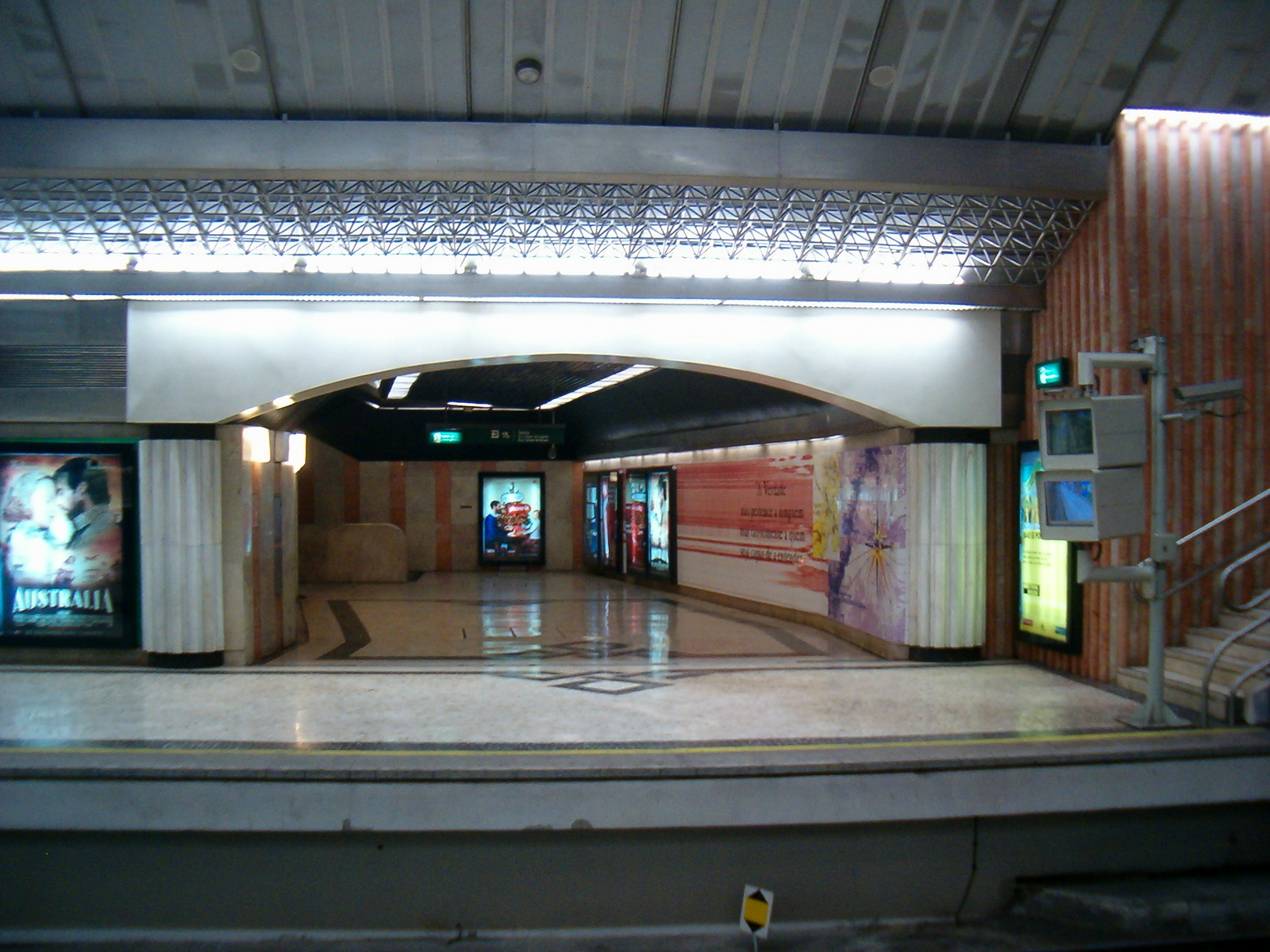
Декорація посадкової платформи
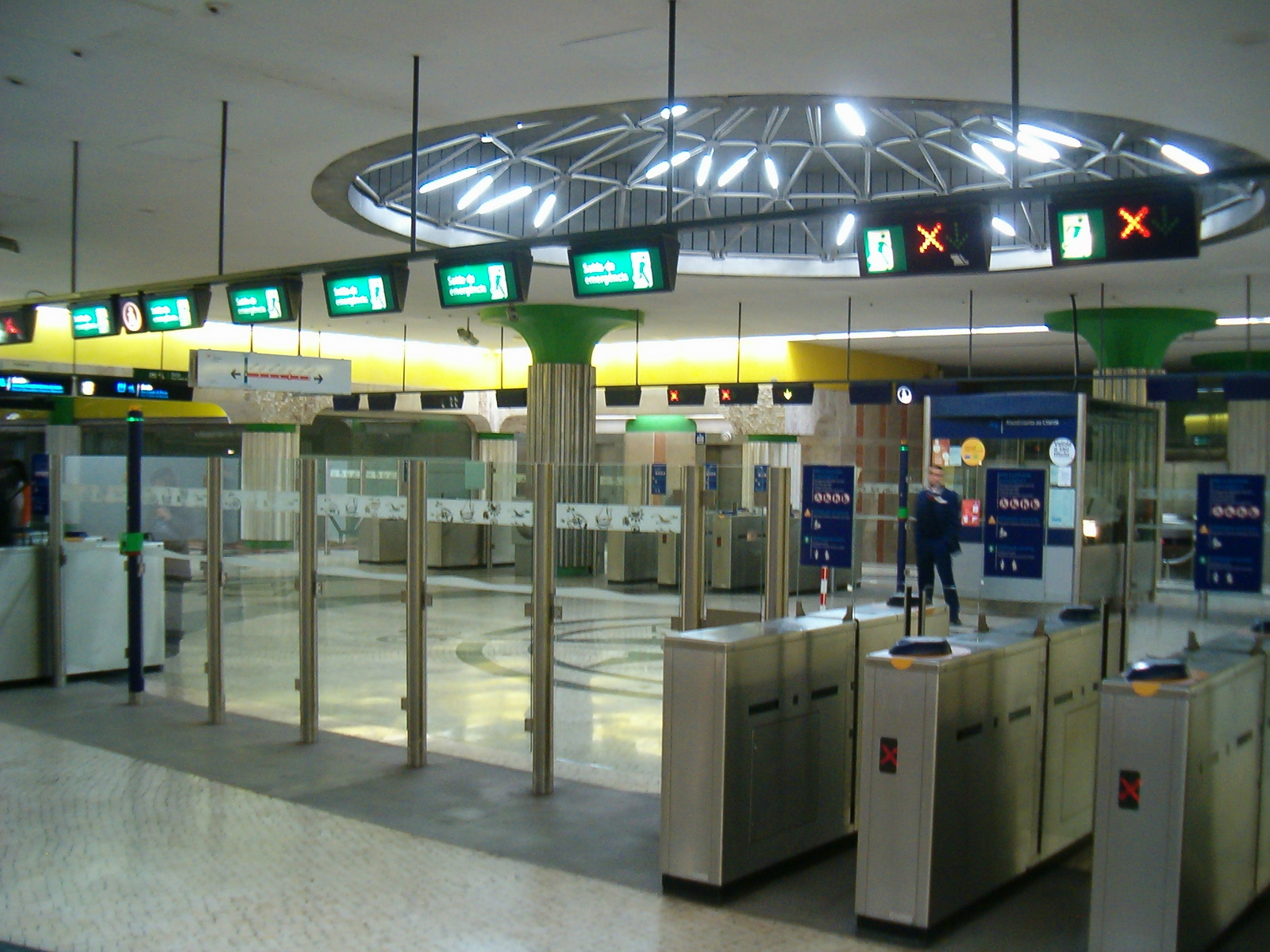
Вестибюльна частина станції